# Muzeum Przyrodnicze Karkonoskiego Parku Narodowego
Muzeum Przyrodnicze Karkonoskiego Parku Narodowego − nieistniejąca już placówka wystawienniczo-edukacyjna  w Jeleniej Górze prezentująca przyrodę Karkonoszy. Muzeum było placówką Karkonoskiego Parku Narodowego. Zamknięto je 1 stycznia 2011 roku.
Muzeum pierwotnie istniało w Jagniątkowie. Celem muzeum było gromadzenie i przechowywanie zbiorów przyrodniczych, historycznych, etnograficznych i archiwalnych dotyczących obszaru Karkonoszy. Stała część prezentowanych zbiorów dotyczyła ochrony przyrody i parków narodowych w Polsce, geologii Sudetów Zachodnich, flory i fauny Karkonoszy. W 1989 założono przy muzeum alpinarium z roślinami spotykanymi na terenie Karkonoskiego Parku Narodowego.
W jednej z sal muzealnych znajdowały się tablica upamiętniająca tragedię w Białym Jarze, gdzie 20 marca 1968 zginęło 19 turystów zasypanych przez lawinę. W sali przedstawiającej karkonoską faunę prezentowane były: muflony, lis, kuna, kret, myszołów, krogulec, jerzyk, słonka, kwiczoł i orzechówka. Do ekspozycji należał wycinek pnia ponad tysiącletniego cisu z Henrykowa - najstarszego drzewa w Polsce i Europie Środkowej. We wspomnianym alpinarium prezentowanych było 90 gatunków roślin, m.in.: sasanka alpejska, wierzba lapońska, wierzba zielna, skalnica śnieżna, liczydło górskie, wawrzynek wilczełyko, goryczka trojeściowa, ciemiężyca zielona, tojad mocny, lilia złotogłów.
W pobliżu siedziby muzeum rozpoczyna się ścieżka dydaktyczna „Chojnik”.